# Sphagnum rugense
Sphagnum rugense är en bladmossart som beskrevs av Warnstorf 1913. Sphagnum rugense ingår i släktet vitmossor, och familjen Sphagnaceae. Inga underarter finns listade i Catalogue of Life.